# Chtaiba
Chtaiba (en àrab الشطيبة, ax-Xṭayba; en amazic ⵛⵟⴰⵢⴱⴰ) és una comuna rural de la província d'El Kelâa des Sraghna, a la regió de Marràqueix-Safi, al Marroc. Segons el cens de 2014 tenia una població total de 9.122 persones.